# Rohaček
Rohaček je priimek več znanih ljudi:
- Janez Rohaček (1914—1986), slovenski igralec
- Ivan Vladimir Rohaček (1909—1977), slovaški šahist